# 12616 Lochner
A 12616 Lochner (ideiglenes jelöléssel 4874 P-L) a Naprendszer kisbolygóövében található aszteroida. Cornelis Johannes van Houten,  Ingrid van Houten-Groeneveld és Tom Gehrels fedezte fel 1960. szeptember 26-án.